# Gallerie stradali della Puglia
La seguente è la lista delle gallerie stradali della Puglia di lunghezza superiore ai 500 metri.
|  | Denominazione  | Lunghezza | Provincia | Strada |
|  | -------------- | --------- | --------- | ------ |
|  | Palombari      | 2585 m    | FG        | SS 688 |
|  | Montesaraceno  | 2172 m    | FG        | SS 688 |
|  | Passo del Lupo | 1373 m    | FG        | SS 17  |
|  | Sperlonga      | 1124 m    | FG        | SS 688 |
|  | Condò          | 1002 m    | LE        | SS 694 |
|  | San Benedetto  | 989 m     | FG        | SS 89  |
|  | Monte Nicola   | 792 m     | FG        | SS 693 |
|  | Salsa          | 750 m     | BA        | SS 96  |
|  | Papone         | 720 m     | FG        | SS 89  |